# Bandera de Malla
La bandera oficial de Malla té la descripció següent:
Bandera apaïsada de proporcions dos d'alt per tres de llarg, losanjada de groc i negre, amb tres rengles, cadascun de sis rombes negres sencers, i amb una bordura vermella de gruix 1/18 de la llargària del drap.

## Història
Es va aprovar el 19 de maig del 1998 i fou publicada al DOGC núm. 2658 l'11 de juny del mateix any. Està basada en l'escut heràldic de la localitat.